# Ab Urbe condita libri
Ab Urbe condita (literalmente, "desde a fundação da Cidade") é uma obra monumental escrita por Tito Lívio que narra a história de Roma desde a sua fundação, datada em 753 a.C. por Marco Terêncio Varrão e alguns investigadores modernos. Esta obra foi escrita por Tito Lívio (59 a.C. – 17) e é frequentemente referida como História de Roma ou História de Roma desde a sua Fundação. Os primeiros cinco livros foram publicados entre 27 a.C. e 25 a.C.
A obra se constituía originalmente de  142 livros dos quais se conservaram os livros 1–10 e 21–45 (o último mutilado) e escassos fragmentos dos demais, sendo célebres aqueles que tratam da morte de Cícero (106 a.C. –  43 a.C.), com o julgamento de Lívio sobre o orador, transmitido por Sêneca, o Velho (54 a.C. – 39).

## Conteúdo

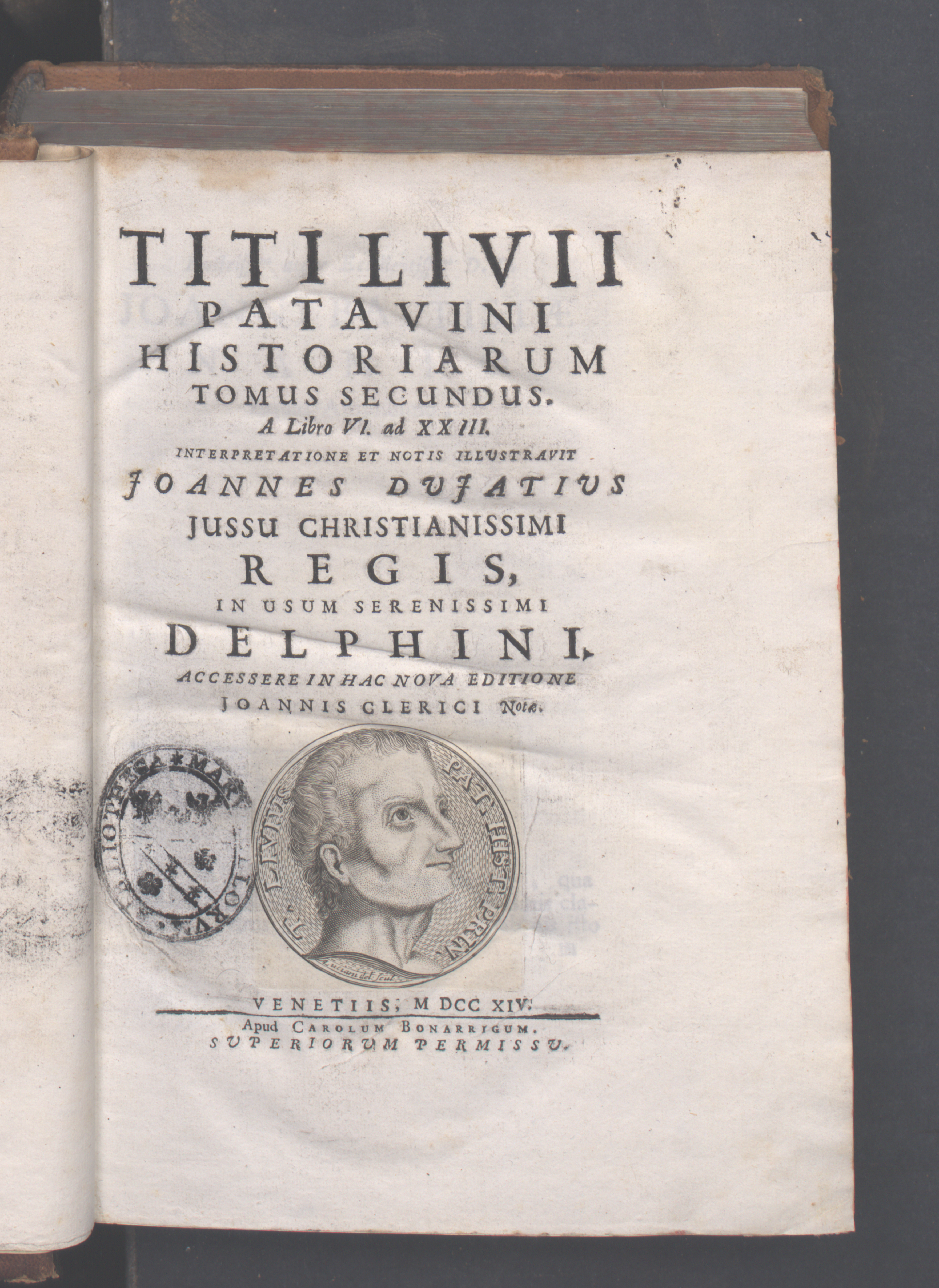
Ab Urbe condita, 1714

Originalmente escrita em 142 livros, apenas 35 deles sobreviveram até a atualidade. O primeiro livro começa com o desembarque de Eneias na península itálica e a fundação de Roma por Rômulo e Remo e termina com a escolha de Lúcio Júnio Bruto e Lúcio Tarquínio Colatino como cônsules em 502 a.C. (segundo a cronologia de Tito Lívio; Varrão data-o em 509 a.C.). Os livros II a X contam a história da República Romana até as Guerras Samnitas, enquanto os livros XXI a XLV narram a Segunda Guerra Púnica e o final da guerra contra Perseu da Macedônia.
Os livros XLVI a LXX abrangem o período subsequente, até a Guerra Social (91–88 a.C.) O livro LXXXIX inclui a ditadura de Sula (81 a.C.), e o livro CIII contém uma descrição do primeiro consulado de Júlio César (59 a.C.). O livro CXVII termina com a morte de Nero Cláudio Druso (9 a.C.)
Os livros remanescentes são preservados por um índice sumário do século IV, chamado Periochae, salvo pelos livros CXXXVI e CXXXVII. Contudo, esse índice não partiu do texto original de Tito Lívio, mas de uma edição posterior que se perdeu. Um  papiro contendo índice similar foi encontrado na cidade egípcia de Oxirrinco. Atualmente, esse outro índice está no Museu Britânico e  abrange o conteúdo dos livros XXXVII a XL e XLVIII a LV. Contudo, trata-se de um documento danificado e incompleto.

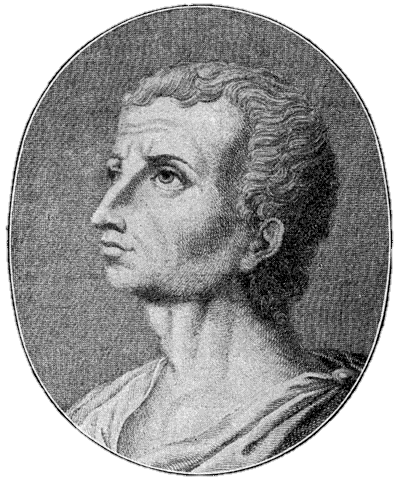
Tito Lívio

Enquanto os primeiros dez livros abrangem um período de mais de 500 anos, uma vez que Tito Lívio começou a escrever sobre o século I a.C. dedicou quase  um livro inteiro a cada ano.
Entre as suas páginas encontra-se a primeira ucronia conhecida: Tito Lívio imaginando o mundo se Alexandre o Grande tivesse começado as suas conquistas  tomando a direção oeste e não leste, a partir da Grécia.
A coleção é vital para muitas descrições, retratos, histórias e outros projetos referentes ao Reino e à República de Roma. Embora se trate de uma obra com um certo enviesado, contém muitas referências a fontes, e apresenta uma história geral de Roma num estilo literário que facilita a sua compreensão e leitura. Contudo, a fiabilidade da obra foi questionada com frequência, pois Tito Lívio era um romano e os seus relatos muitas vezes parecem tendentes a glorificar o seu próprio povo. Apesar disso, os livros são de um incalculável valor, pois refletem as reações dos próprios habitantes da antiga Roma ante os acontecimentos históricos, os seus interesses e os seus diversos costumes e tradições. Outras fontes, como Vidas dos Doze Césares de Suetônio, costumam coincidir com Tito Lívio quando tratam períodos de tempo que estivessem cobertos pela História de Roma.
No fim do século IV, os políticos Nicómaco Flaviano e Ápio Nicómaco Destro produziram uma edição corrigida da obra de Tito Lívio. Todos os manuscritos dos primeiros dez livros de Ab Urbe condita que foram copiados durante a Idade Média partem desse manuscrito único, graças ao qual os livros sobreviveram.